# Grand Prix Roadracing

Den officiella MotoGP-logotypen.

Grand Prix Roadracing, ofta kallad MotoGP efter huvudklassen, är Internationella motorcykelförbundets förnämsta världsmästerskapsserie. Den består av de tre VM-klasserna MotoGP, Moto2 och Moto3. Mästerskapen avgörs genom 15-20 Grand Prix-tävlingar i olika länder där vardera av de tre klasserna kör en egen deltävling på tävlingsdagen som normalt är en söndag. Från starten 1949 till 1976 var Grand Prix Roadracing och Världsmästerskapen i Roadracing synonymer. 1977 gav Internationella motorcykelförbundet världsmästerskapsstatus åt klasser utanför Grand Prix-cirkusen.

## Historia
Från starten Roadracing-VM 1949 till och med 1976 var Roadracing-VM synonymt med Grand Prix Roadracing. De ursprungliga klasserna baserade på motorns cylindervolym var kungaklassen 500GP, 350GP, 250GP, 125GP och Sidvagn. 50GP kom till Roadracing-VM 1962. Grand Prix-klasserna var sedan stabila under många år. 1983 kördes 350GP för sista gången. 1985 ersattes 50GP av 80GP, men den klassen lades ner 1989. Under 2000-talet genomfördes en ändring av reglementet för att gå över från tvåtaktsmotorer till fyrtaktsmotorer. MotoGP ersatte 500GP säsongen 2002. Moto2 ersatte 250GP 2010 och Moto3 ersatte 125GP 2012.